# 八厘米天空
八厘米天空（8mm sky）為台灣的後搖滾樂團。

## 簡介
- 八厘米天空（8mm sky）2002年4月成軍，由吉他手阿隆、貝斯手/主唱孫彼得和鼓手zen三人所組成，除了在聖界、地下社會等地表演，也在夏夏叫、噗雌頌、春天吶喊、野台開唱、秋虎祭等大大小小音樂活動演出。
- 2002年擔任Explosion In The Sky在台演出暖場嘉賓
- 2005年Mum來台演出時擔任暖場嘉賓。
- 2006年發行首張專輯《finders keepers》。

## 音樂風格
八厘米天空的旋律擁有對明亮景物與低迴空氣的嚮往，同時對秘密與自由的渴望。

## 團員
孫彼得
- 主唱／貝斯手。2月17日生。

阿隆
- 本名羅友隆，吉他手，1月2日生。

Zen
- 鼓手，3月20日生。

## 其他
- 2007年5月26日【青年理想節 搖滾瘋台大】與11月25日【城市行動藝術節】的表演，由Tizzy Bac的鼓手前源代打。

∗2012年5月12日  休團後第一次表演

## 音樂作品

### 專輯
- 《finders keepers》，2006年，默契音樂發行。

### 單曲
- 《I Saw You, A Little Bit》，2006年，默契音樂發行。

### 合輯
- 〈The Sound Before Christmas〉，收錄於合輯《蘿蔔一號》(小白兔唱片，2003)
- 〈Daylite Running Necessary〉，收錄於《電、棒、燙》(Avex，2004)

### MV
- 《finders keepers》，2006年